# Stargard
Stargard — Szczeciński (← în limba poloneză, în germană Stargard in Pommern, în pomeraniană Stôrgard) este un oraș din voievodatul Pomerania Occidentală, reședința județului cu nume omonim (Polonia). Are o suprafață de 48,1 km², numărul locuitorilor fiind de 67.430 (2021).
Orașul a fost membru al alianței politice, militare și economice al Ligii Hanseatice originare (1267 - 1862).